# Aleksander Klumberg
Aleksander Klumberg (din 1936 Kolmpere; n. 17 aprilie 1899, Revel, Imperiul Rus – d. 10 februarie 1958, Tallin, RSS Estonă, URSS) a fost un atlet estonian. El a concurat în cadrul mai multor probe de atletism de la Jocurile Olimpice din 1920 și 1924 și a câștigat o medalie de bronz la decatlon, în 1924. În 1922, el a stabilit primul record mondial înregistrat oficial, având totuși un timp mai slab decât cel realizat de sportivul american Jim Thorpe la Jocurile Olimpice de la Stockholm din 1912.
Klumberg s-a apucat încă de la treisprezece ani, în anul 1912, iar între anii 1915 și 1917 a realizat mai multe recorduri în competiții rusești dedicate evenimentelor de sărituri și de aruncări, fiind specialist la aruncarea cu sulița. În afară de realizările din atletism, Klumberg a câștigat și trei campionate ale Estoniei la bandy. Între anii 1918 și 1919 a luptat în Războiul de Independență al Estoniei ca voluntar, după care a lucrat ca instructor de educație fizică în cadrul armatei estone (1919-20), dar și în cadrul unor școli militare (1924-26) și a unor academii de poliție (1927 și 1942-44). De asemenea, el a antrenat mai multe echipe naționale de atletism echipe din Polonia (1927-1932) și Estonia, luând parte la Jocurile Olimpice din 1928, 1932 și 1936 din această postură. El a fost arestat de NKVD în 1944 și trimis într-un lagăr în Orientul Îndepărtat Rus până în 1956. El este înmormântat la Cimitirul Rahumäe din Tallinn.

## Palmares
| An   | Competiție        | Locație        | Loc | Eveniment | Note         |
| ---- | ----------------- | -------------- | --- | --------- | ------------ |
| 1920 | Jocurile Olimpice | Anvers, Belgia | 5   | suliță    | 62,39 m      |
| 1920 | Jocurile Olimpice | Anvers, Belgia | 8   | pentatlon | 29 pct.      |
| 1920 | Jocurile Olimpice | Anvers, Belgia | –   | decatlon  | NT           |
| 1924 | Jocurile Olimpice | Paris, Franța  | 17  | suliță    | 49,61 m      |
| 1924 | Jocurile Olimpice | Paris, Franța  | 3   | decatlon  | 7329,36 pct. |